# François de Beauharnais
François, marquis de Beauharnais (* 12. August 1756 in La Rochelle; † 3. März 1846 in Paris) war ein französischer Adliger.

## Leben
François de Beauharnais entstammte einem alten französischen Adelsgeschlecht. Am 1. Mai 1778 heiratete er in erster Ehe seine Cousine Marie-Anne-Françoise de Beauharnais (* 1757; † 1822), Tochter von Claude de Beauharnais, Graf von Roches-Baritaud, und von Anne-Marie Mouchard de Chaban. Vier Kinder stammten aus dieser 1782 getrennten und 1793 geschiedenen Beziehung:
- Adélaïde de Beauharnais (* 1779; † 1852), Dame von Beauville
- Françoise de Beauharnais (* 1780; † 1780)
- Émilie Louise de Beauharnais (* 1781; † 1855), heiratete 1798 Antoine Marie Chamans, comte de Lavalette
- Amédée de Beauharnais (* 1782; † 1784)

Bei Ausbruch der Französischen Revolution verteidigte François de Beauharnais 1789 als Royalist in der französischen Nationalversammlung die Privilegien des Adels und die Rechte des Königs, im Gegensatz zu seinem Bruder Alexandre de Beauharnais, der gegen den Hof auftrat. So widersetzte François sich beispielsweise dem Antrag seines Bruders, dem König den Oberbefehl über die Armee zu entziehen. 1792 entwarf er zusammen mit d’Hervilly, de Briges und de Vioménil einen Plan zu einer zweiten Flucht Ludwigs XVI. und dessen Familie, den aber die Verhaftung seines Begleiters, des Barons Chambon, vereitelte. Daraufhin wanderte er aus und wurde Général de division in der Armee der Emigranten des Prinzen Condé bis zu deren Auflösung. Er schrieb an den Konvent, um diesem das aus seiner Sicht Ungesetzliche des Prozessverfahrens gegen den König darzulegen und sich als Verteidiger Ludwigs XVI. anzubieten.
Ein weiteres Schreiben ließ François de Beauharnais nach dem Staatsstreich des 18. Brumaire VIII (9. November 1799) durch Joséphine, Witwe seines Bruders Alexandre, die inzwischen Gemahlin Napoleons geworden war, letzterem als Ersten Konsul aushändigen. In diesem Brief riet er Napoleon, den letzten Schritt zu seinem Ruhme zu tun und den Bourbonen die Herrschaft über Frankreich zurückzugeben. Obschon Napoleon durch dieses Ansinnen verletzt schien, so durfte François de Beauharnais doch, infolge der 1798 erfolgten Vermählung seiner Tochter Émilie Louise mit Napoleons Adjutanten Lavalette, 1804 nach Frankreich zurückkehren.
1802 hatte François de Beauharnais in zweiter Ehe Louise von Cohausen (* 1775; † 1822), Tochter von Karl Caspar Hubertus, Reichsritter von Cohausen, und von Elisabeth Umbscheiden von Ehrencron, geheiratet. Das Paar bekam zwei Kinder:
- Hortense de Beauharnais (* 1812; † 1851), heiratete zuerst 1840 den Grafen Richard de Querelles (* 1808; † 1846), dann nach dessen Tod 1848 den Senator Armand Laity (* 1812; † 1899)
- Augusta de Beauharnais (* 1813; † 1831)

Nach seiner Rückkehr nach Frankreich diente François de Beauharnais dem zum Kaiser avancierten Napoleon, den er kurz zuvor noch für einen Usurpator gehalten hatte. 1805 wurde er Gesandter am Hof der Königin von Etrurien, dann 1807 in Madrid. Hier ließ er sich jedoch, im Widerspruch mit der Politik Napoleons, in Verbindung mit dem Prinzen von Asturien, nachmaligem König Ferdinand VII., gegen Manuel de Godoy ein, weshalb ihn der unzufriedene Kaiser zurückrief und auf sein Familiengut bei Blois verbannte. Erst nach der Rückkehr der Bourbonen kam er wieder nach Paris, wurde 1814 zum Pair von Frankreich erhoben, nahm aber an der Politik wenig Anteil und starb 1846 im Alter von knapp 90 Jahren.